# Медаль «За отвагу» (Азербайджан)
Медаль «За отвагу» (азерб. «İgidliyə görə» medalı) — государственная награда Азербайджанской Республики. Учреждена законом № 607-IГ от 29 декабря 1998 года.

## Основания для награждения
- За отвагу, проявленную на войне во время боя;
- За успешное руководство боевыми операциями и проявленное личное мужество;
- За храбрость, проявленную при выполнении особого поручения;
- За спасение жизни человека с риском для жизни.

## Способ ношения
При наличии других государственных наград медаль Азербайджанской Республики «За отвагу» прикрепляется к левой стороне груди после медали «За Отчизну».

## Описание медали
Медаль «За отвагу» состоит из круглой пластинки диаметром 36 мм, отлитой из бронзы. На медали на фоне восьмиконечной звезды изображен профиль солдата в каске и с ружьем, прикрепленным на нем штыком. Слева от изображения солдата по контуру выбиты слова «За отвагу». Надпись и изображения выпуклые. Поверхность оборотной стороны гладкая, посередине выбит номер медали. Посредством кольца и петли медаль соединена с тонкой прямоугольной пластинкой 27 мм х 43 мм, обернутой шелковой лентой темно- и светло-зеленого тона. В нижней части пластинки имеется прямоугольный выступ с кольцом, изготовленный в стиле национального орнамента, а с оборотной стороны — соответствующий элемент для прикрепления к одежде. К медали прилагается планка 27 мм х 9 мм с изображением полумесяца и звезды, изготовленная из той же шелковой ленты, имеющая элемент для прикрепления к одежде.

## Награждённые
*список отражает не всех награждённых медалью
- Бархударов, Маис Шукюр оглы
- Рашад Саледдин оглы Атакишиев[1]
- Ахмед Гусейнага оглу Абдуллаев[2]
- Акиф Гумбат оглу Мамедов